# Segunda Categoría de Cañar 2021
El Campeonato Provincial de Fútbol de Segunda Categoría de Cañar 2021 fue un torneo de fútbol en Ecuador en el cual compitieron equipos de la provincia de Cañar. El torneo fue organizado por la Asociación de Fútbol Profesional del Cañar (AFCA) y avalado por la Federación Ecuatoriana de Fútbol. El torneo inició el 12 de junio y finalizó el 14 de agosto. Participaron 6 clubes de fútbol y entregó tres cupos a los play-offs del Ascenso Nacional 2021 por el ascenso a la Serie B, además el campeón provincial clasificó a la primera fase de la Copa Ecuador 2022.

## Sistema de campeonato
El sistema determinado por la Asociación de Fútbol Profesional del Cañar fue el siguiente:
- Se jugó una etapa única con los seis equipos establecidos, fue todos contra todos ida y vuelta (10 fechas), al final el equipo que terminó en primer lugar clasificó a los play-offs del Ascenso Nacional 2021 como campeón provincial y además clasificó a la Copa Ecuador 2022, también clasificaron el equipo que terminó en segundo lugar como subcampeón provincial y el equipo que terminó en tercer lugar.

## Equipos participantes
| Equipos participantes           | Equipos participantes | Equipos participantes                               |
| ------------------------------- | --------------------- | --------------------------------------------------- |
|                                 |                       |                                                     |
| Equipo                          | Ciudad                | Estadio                                             |
| Club Deportivo Canteros Aliados | La Troncal            | Estadio Municipal de La Troncal                     |
| Club Independiente Azogues      | Azogues               | Estadio Jorge Andrade Cantos                        |
| Club Deportivo La Troncal Unida | La Troncal            | Estadio Municipal de La Troncal                     |
| Triunfo City Fútbol Club        | El Triunfo            | Estadio de la Liga Deportiva Cantonal de El Triunfo |
| Azogues Sporting Club           | Azogues               | Estadio Jorge Andrade Cantos                        |
| Club Deportivo D' León          | Cañar                 | Estadio Municipal 26 de Enero                       |

## Equipos por cantón
| Cantón                                                    | N.º | Equipos                                 |
| --------------------------------------------------------- | --- | --------------------------------------- |
| La Troncal                                                | 2   | - Canteros Aliados - La Troncal Unida   |
| [[Archivo:\|20x20px\|border\|Bandera de Azogues]] Azogues | 2   | - Independiente Azogues - Azogues S. C. |
| El Triunfo                                                | 1   | - Triunfo City                          |
| Cañar                                                     | 1   | - D' León                               |

## Clasificación
| Pos. | Equipo                | Pts. | PJ | G | E | P | GF | GC | Dif. |  |
| ---- | --------------------- | ---- | -- | - | - | - | -- | -- | ---- |  |
| 1    | Independiente Azogues | 19   | 10 | 6 | 1 | 3 | 20 | 14 | +6   |  |
| 2    | Triunfo City          | 17   | 10 | 4 | 5 | 1 | 11 | 8  | +3   |  |
| 3    | Canteros Aliados      | 16   | 10 | 4 | 4 | 2 | 10 | 7  | +3   |  |
| 4    | D' León               | 15   | 10 | 4 | 3 | 3 | 12 | 9  | +3   |  |
| 5    | Azogues S. C.         | 6    | 9  | 1 | 3 | 5 | 6  | 12 | −6   |  |
| 6    | La Troncal Unida      | 5    | 9  | 1 | 2 | 6 | 10 | 19 | −9   |  |

 Fuente: Aso Cañar, @AscensoEcuador
Criterios de clasificación: 1) Puntos; 2) Diferencia de goles; 3) Goles marcados
|  | Campeón. Clasificado a los play-offs de Segunda Categoría 2021.    |
|  | Subcampeón. Clasificado a los play-offs de Segunda Categoría 2021. |
|  | Clasificado a los play-offs de Segunda Categoría 2021.             |

## Evolución de la clasificación
| Equipo / Jornada      | 01 | 02 | 03 | 04 | 05 | 06 | 07 | 08 | 09 | 10 |
| --------------------- | -- | -- | -- | -- | -- | -- | -- | -- | -- | -- |
| Independiente Azogues | 1  | 1  | 1  | 2  | 1  | 2  | 2  | 1  | 1  | 1  |
| Triunfo City          | 2  | 2  | 2  | 1  | 2  | 1  | 1  | 2  | 2  | 2  |
| Canteros Aliados      | 6  | 5  | 6  | 4  | 4  | 4  | 3  | 4  | 4  | 3  |
| D' León               | 5  | 6  | 4  | 3  | 3  | 3  | 4  | 3  | 3  | 4  |
| Azogues S. C.         | 4  | 4  | 5  | 6  | 6  | 5  | 5  | 5  | 5  | 5  |
| La Troncal Unida      | 3  | 3  | 3  | 5  | 5  | 6  | 6  | 6  | 6  | 6  |

## Resultados
- Los horarios corresponden al huso horario de Ecuador: (UTC-5).

### Primera vuelta
| D' León               | 0 - 1 | Triunfo City     | Municipal de La Troncal | 12 de junio | 11:00 |
| Independiente Azogues | 2 - 0 | Canteros Aliados | Jorge Andrade Cantos    | 12 de junio | 11:30 |
| La Troncal Unida      | 0 - 0 | Azogues S. C.    | Municipal de La Troncal | 12 de junio | 15:30 |

| La Troncal Unida | 2 - 1 | D' León               | Municipal de La Troncal | 19 de junio | 11:00 |
| Azogues S. C.    | 0 - 0 | Canteros Aliados      | Jorge Andrade Cantos    | 19 de junio | 11:30 |
| Triunfo City     | 2 - 2 | Independiente Azogues | Municipal de La Troncal | 19 de junio | 15:30 |

| Independiente Azogues | 3 - 0 | La Troncal Unida | Jorge Andrade Cantos    | 25 de junio | 11:30 |
| Canteros Aliados      | 0 - 1 | Triunfo City     | Municipal de La Troncal | 26 de junio | 11:00 |
| D' León               | 4 - 1 | Azogues S. C.    | Municipal de La Troncal | 26 de junio | 15:30 |

| La Troncal Unida | 1 - 3 | Canteros Aliados      | Municipal de La Troncal | 3 de julio | 11:00 |
| Azogues S. C.    | 0 - 0 | Triunfo City          | Jorge Andrade Cantos    | 3 de julio | 13:00 |
| D' León          | 2 - 0 | Independiente Azogues | Municipal de La Troncal | 3 de julio | 15:30 |

| Independiente Azogues | 2 - 1 | Azogues S. C.    | Jorge Andrade Cantos    | 9 de julio  | 11:30 |
| Canteros Aliados      | 0 - 0 | D' León          | Municipal de La Troncal | 10 de julio | 11:00 |
| Triunfo City          | 2 - 2 | La Troncal Unida | Municipal de La Troncal | 10 de julio | 15:30 |

### Segunda vuelta
| La Troncal Unida | 0 - 1 | Triunfo City          | Municipal de La Troncal | 17 de julio | 11:00 |
| Azogues S. C.    | 3 - 2 | Independiente Azogues | Jorge Andrade Cantos    | 17 de julio | 11:30 |
| D' León          | 0 - 0 | Canteros Aliados      | Municipal de La Troncal | 17 de julio | 15:30 |

| Independiente Azogues | 3 - 0 | D' León          | Jorge Andrade Cantos    | 23 de julio | 15:00 |
| Triunfo City          | 2 - 1 | Azogues S. C.    | Municipal de La Troncal | 24 de julio | 11:00 |
| Canteros Aliados      | 3 - 2 | La Troncal Unida | Municipal de La Troncal | 24 de julio | 15:30 |

| La Troncal Unida | 2 - 3 | Independiente Azogues | Municipal de La Troncal | 31 de julio | 11:00 |
| Azogues S. C.    | 0 - 1 | D' León               | Jorge Andrade Cantos    | 31 de julio | 14:00 |
| Triunfo City     | 0 - 0 | Canteros Aliados      | Municipal de La Troncal | 31 de julio | 15:30 |

| Independiente Azogues | 2 - 1 | Triunfo City     | Jorge Andrade Cantos    | 6 de agosto | 11:00 |
| D' León               | 3 - 1 | La Troncal Unida | Municipal de La Troncal | 7 de agosto | 11:00 |
| Canteros Aliados      | 1 - 0 | Azogues S. C.    | Municipal de La Troncal | 7 de agosto | 15:30 |

| Canteros Aliados | 3 - 1 | Independiente Azogues | Municipal de La Troncal | 14 de agosto   | 11:00          |
| Triunfo City     | 1 - 1 | D' León               | Municipal de La Troncal | 14 de agosto   | 15:00          |
| Azogues S. C.    | -     | La Troncal Unida      | No se programó          | No se programó | No se programó |

### Tabla de resultados cruzados
| Local \ Visitante     | CAN | LEO | TRN | TRI | AZO | IND |
| --------------------- | --- | --- | --- | --- | --- | --- |
| Canteros Aliados      | —   | 0–0 | 3–2 | 0–1 | 1–0 | 3–1 |
| D' León               | 0–0 | —   | 3–1 | 0–1 | 4–1 | 2–0 |
| La Troncal Unida      | 1–3 | 2–1 | —   | 0–1 | 0–0 | 2–3 |
| Triunfo City          | 0–0 | 1–1 | 2–2 | —   | 2–1 | 2–2 |
| Azogues S. C.         | 0–0 | 0–1 | —   | 0–0 | —   | 3–2 |
| Independiente Azogues | 2–0 | 3–0 | 3–0 | 2–1 | 2–1 | —   |

### Campeón
| [[Archivo:\|70px\|border\|Bandera de Azogues]]                                                                            |
| Club Independiente Azogues 1.er título Clasificado a los play-offs de la Segunda Categoría 2021 y a la Copa Ecuador 2022. |
| También clasificó Triunfo City como subcampeón y el Club Canteros Aliados como tercer puesto.                             |

## Goleadores
| Pos. | Jugador           | Equipo                | Goles |
| ---- | ----------------- | --------------------- | ----- |
| 1    | José Lastra       | Independiente Azogues | 9     |
| 2    | Francisco Rojas   | Independiente Azogues | 5     |
| 3    | Erick Rivera      | La Troncal Unida      | 4     |
| 4    | Jean David Moreno | Triunfo City          | 4     |
| 5    | Breyner Viafara   | D' León               | 3     |